# Абабух
Абабух (ісп. Ababuj) — муніципалітет в Іспанії, у складі автономної спільноти Арагон, у провінції Теруель. Населення — 77 осіб (2010).
Муніципалітет розташований на відстані близько 250 км на схід від Мадрида, 33 км на північний схід від міста Теруель.

## Демографія
Динаміка населення (INE ):